# OK Calculator
OK Calculator è l'album discografico di debutto dei TV on the Radio, pubblicato nel 2002 ed autoprodotto.

## Tracce
1. Freeway – 2:19
2. Say You Do – 5:19 – contiene il sample del brano di Raymond Scott Night and Day
3. Pulse of Pete – 3:36
4. Me - I – 3:20
5. Buffalo Girls – 2:58
6. Ending of a Show – 1:09
7. Hurt You – 6:28
8. Netti Fritti – 5:14
9. Yr God – 2:35
10. On a Train – 16:07
11. Sheba Baby – 3:56
12. Y King – 2:43
13. Aim to Please – 3:07
14. Bicycles Are Red Hot – 3:57
15. Los Mataban – 3:00
16. Robots – 3:10
17. Doing My Duty – 5:52
18. Untitled – 0:06